# Leucodontales
Leucodontales là một bộ rêu trong ngành Bryophyta.